# Raumati Beach
Raumati Beach ist eine Stadt im Kapiti Coast District der Region Wellington auf der Nordinsel von Neuseeland.

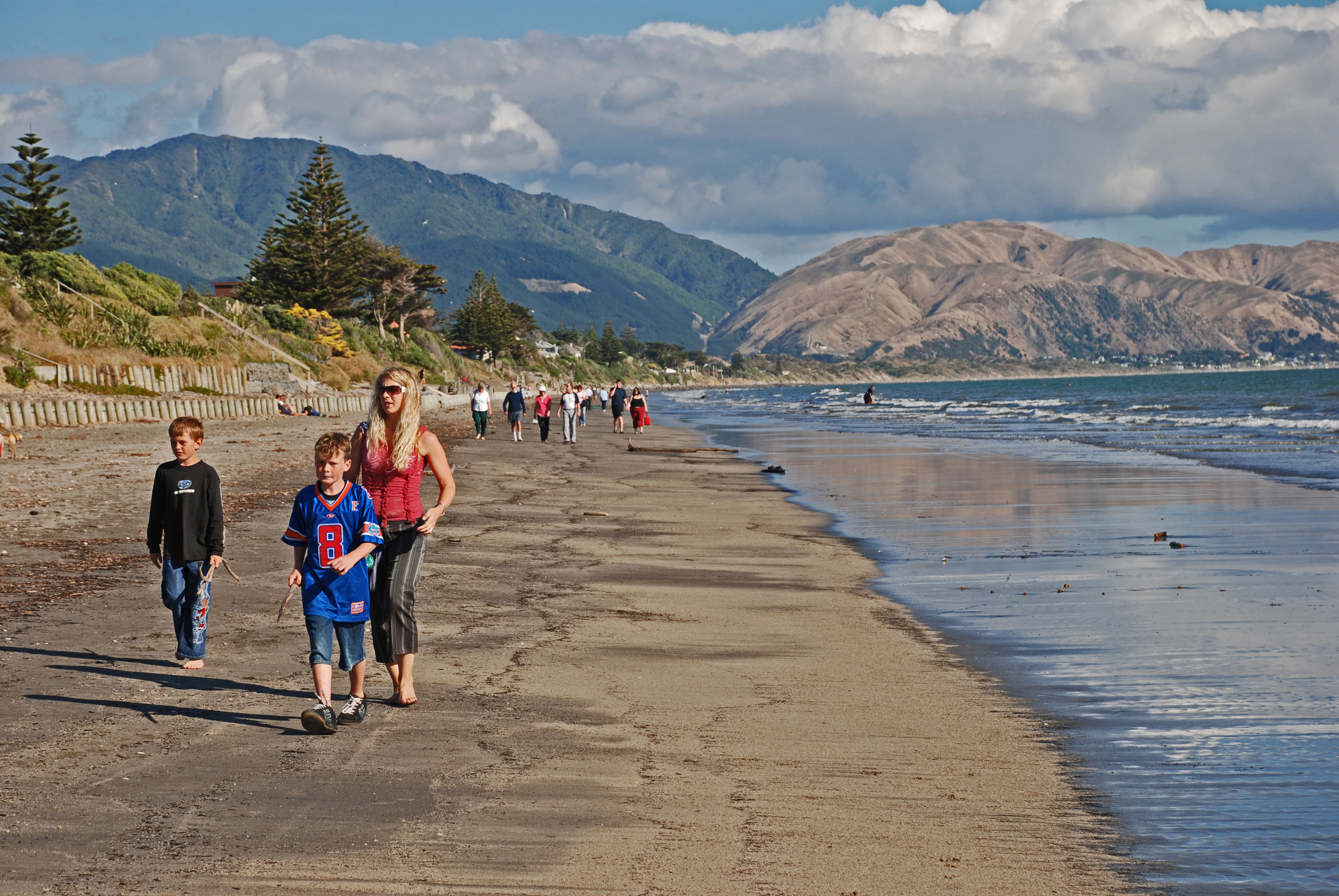
Raumati Beach mit Blick nach Süden

Die Stadt ist eng verwoben mit dem nördlich angrenzenden Raumati South und da beide Orte über die Jahre zusammengewachsen sind, sie sich heute wie eine Stadt darstellen. Gleichwohl werden sie auf Landkarten immer noch getrennt aufgeführt.

## Namensherkunft
In der Sprache der Māori bedeutet „raumati“ so viel wie „Sommer“.

## Geographie
Raumati Beach befindet sich rund 2 km westlich des Stadtzentrums von Paraparaumu und südlich direkt angrenzend an Raumati South. Zusammen mit Paraparaumu, Paraparaumu Beach, Otaihanga, Waikanae und Waikanae Beach, bilden die beiden an der Kapiti Coast liegenden Städte ein Siedlungszentrum mit zusammen über 37.000 Einwohner, rund 76 % der Gesamtbevölkerung des Distrikts.
Zu erreichen ist die Stadt, die über eine Fläche von 317 Hektar verfügt, über den New Zealand State Highway 1, der östlich an dem Siedlungsgebiet vorbeiführt und Raumati Beach mit Porirua im Süden und Wellington weiter südlich verbindet.

### Klima
Wie in der gesamten Kapit Coast Region herrscht auch in Raumati South während der Sommermonate wegen der Trockenheit ein Wassermangel.

## Geschichte
Der Ort wurde 1908 von Unternehmern als Erholungsort angelegt.

## Bevölkerung
Zum Zensus des Jahres 2013 zählte die Stadt 2004 bewohnte Häuser mit zusammen 4848 Einwohnern, 8,5 % mehr als zur Volkszählung im Jahr 2006.

## Bildungswesen
Die Stadt verfügt mit der Raumati Beach School über eine Grundschule mit den Jahrgangsstufen 1 bis 8. Im Jahr 2015 besuchten 660 Schüler die Schule.

## Ereignis
Im Jahr 2009 beschloss der Kapiti Coast Region Council gegen den Willen der Mehrheit der Anwohner das umstrittene Projekt der Verlegung und gleichzeitigen Verbreiterung des New Zealand State Highway 1 inmitten durch Raumati und weiter nördlich durch Paraparaumu und Waikanae.